# Вінчестер (Массачусетс)
Вінчестер (англ. Winchester) — місто (англ. town) в США, в окрузі Міддлсекс штату Массачусетс. Населення — 22 970 осіб (2020).

## Демографія
Згідно з переписом 2010 року, у місті мешкали 21 374 особи в 7645 домогосподарствах у складі 5783 родин. Було 7986 помешкань
Расовий склад населення:
| - 87,1 % — білих - 9,3 % — азіатів - 1,0 % — чорних або афроамериканців - 0,1 % — корінних американців |

До двох чи більше рас належало 2,0 %. Частка іспаномовних становила 1,9 % від усіх жителів.
За віковим діапазоном населення розподілялося таким чином: 28,7 % — особи молодші 18 років, 55,1 % — особи у віці 18—64 років, 16,2 % — особи у віці 65 років та старші. Медіана віку мешканця становила 42,7 року. На 100 осіб жіночої статі у місті припадало 91,1 чоловіків;  на 100 жінок у віці від 18 років та старших — 86,5 чоловіків також старших 18 років.
Середній дохід на одне домашнє господарство  становив 210 543 долари США (медіана — 152 196), а середній дохід на одну сім'ю — 246 472 долари (медіана — 189 271). Медіана доходів становила 123 426 доларів для чоловіків та 82 826 доларів для жінок. За межею бідності перебувало 2,3 % осіб, у тому числі 0,5 % дітей у віці до 18 років та 4,4 % осіб у віці 65 років та старших.
Цивільне працевлаштоване населення становило 11 119 осіб. Основні галузі зайнятості: освіта, охорона здоров'я та соціальна допомога — 26,2 %, науковці, спеціалісти, менеджери — 22,5 %, фінанси, страхування та нерухомість — 14,2 %, виробництво — 10,1 %.

## Відомі люди

### Народилися
- Марк Міллі (1958) — воєначальник, 20-й голова Об'єднаного комітету начальників штабів США.